# María Romilda Servini de Cubría
María Romilda Servini, autrefois María Romilda Servini de Cubría, née à San Nicolás de los Arroyos le 1er décembre 1936, est une avocate et juge argentine à la tête du Tribunal Fédéral n°1 de Buenos Aires. Surnommée la "dame de fer", elle a eu une carrière contrastée, émaillée de grands succès et de quelques polémiques. 
Encore en activité à 88 ans, elle est actuellement surtout connue pour avoir initié, et continuer à porter, la Plainte Argentine contre les crimes du franquisme. Elle a également a son actif la restitution à leurs mères de bébés volés pendant la dictature argentine,.

## Biographie
María Romilda Servini est née dans la ville de San Nicolás de los Arroyos, à l'extrême nord de la province de Buenos Aires, dans une famille de classe moyenne supérieure. Elle a étudié le droit à l'Université de Buenos Aires, où en 1958 elle a connu Juan Tomás de Cubría. Ils se sont mariés un an plus tard, et lui été nommé attaché militaire à Rio de Janeiro, où le couple a habité deux ans. Elle a deux fils, Eduardo de Cubría et Juan Carlos de Cubría.

### Carrière judiciaire
De retour dans son pays, Maria Romilda Servini de Cubría a terminé ses études de greffière, métier qu'elle a exercé en 1966 au greffe de la province de Buenos Aires. Lorsqu'elle a eu son deuxième fils elle a repris ses études de droit.
Elle a suivi la carrière judiciaire en partant du bas de l'échelle, jusqu'à son premier poste de fonctionnaire, où elle fut nommée «défenseuse officielle». Elle a été promue à la fonction de juge pendant la présidence d'Isabel Perón. Ultérieurement elle a été nommée juge des mineurs, et à ce poste, alors qu'elle était chargée de plusieurs cas d'appropriation d'enfants, elle a été la première à restituer des mineurs à leurs familles.
Dans les années 1980 elle a été juge suppléante dans un tribunal d'instance. Là, elle a été en charge du cas du clan Puccio, une famille ayant commis une série de meurtres. (Un film, Le Clan, a été réalisé sur cette affaire.)

#### Yomagate
Le 19 novembre 1990, le président Carlos Menem en poste à l'époque l'a nommée juge  au tribunal criminel et correctionnel fédéral nº1 avec compétence électorale. Elle a alors été chargée de la cause dénommée Yomagate, où Amira Yoma ― belle-soeur du président ― était accusée de blanchir de l'argent issu du trafic de stupéfiants. L'affaire fut finalement classée, la juge Servini ayant d'abord été écartée de l'affaire. 
En 1992 elle a fait censurer l'humoriste Tato Bores qui la mettait en scène dans un spectacle. La justice civile a tranché en sa faveur et l'humoriste a reçu l'ordre de ne pas la nommer. Cela lui a valu d'être tournée en ridicule par un choeur de célébrités (dont Mariano Grondona, Mario Pergolini, Alejandro Dolina, Susana Giménez, China Zorrilla, Magdalena Ruiz Guiñazú, Luis Alberto Spinetta, Chico Novarro, Enrique Pinti, Fernando Bravo, Camila Perissé, Ricardo Darín, Victor Hugo Morales, Victor Heredia et les membres de Soda Stereo, entre autres) qui lui ont consacré une chanson qui disait «La juge Barú Budú Budía est ce qu'il y a de plus grand».

#### Assassinat du général chilien Carlos Prats
Le 9 novembre 1999, la juge Servini de Cubría a interrogé Michael Townley ― ex-agent de la DINA (Direction d'Intelligence Nationale), la police secrète de la dictature d'Augusto Pinochet. Townley avait alors 56 ans (il est né le 9 décembre 1942), et pour la première fois non seulement il avouait comment furent assassinés le général Carlos Prats et son épouse, mais aussi comment il avait fui le Chili en 1973 pour échapper à la justice après l'assassinat d'un ouvrier, Jorge Henríquez González, dans les locaux techniques de la chaîne de télévision Canal 13 à Concepcion, sous le Gouvernement de Salvador Allende. Un antécédent qui un peu plus tard lui donnerait la possibilité d'intégrer les escadrons secrets de la DINA.

#### Répression en 2001
Le 20 décembre 2001, la juge Servini de Cubría était en service pendant la répression policière sur la Place de Mai, qui a pris fin avec la démission du président Fernando de la Rúa. Dans son livre sur le cas, le journaliste Miguel Bonasso soutient que la juge a commencé par s'opposer à la répression sur la Place mais qu'ensuite elle est allée au Deuxième Commissariat où elle a ordonné de réprimer. Plus tard, dans son instruction du cas, la juge a signalé le Ministère de l'Intérieur et le Secrétariat de Sécurité comme responsables de la répression.

#### Demande à Google et à Yahoo
En 2008, la juge a interposé un recours pour que soit bloqué l'accès à toute information et aux images de la magistrate diffusées sans son consentement par les moteurs de recherche Google et Yahoo. Mais la Chambre Nationale d'Appel Fédérale du Civil et du Commerce a rejeté sa demande.

#### Réforme Judiciaire 2013
En juin 2013, la juge Servini de Cubría a dicté la sentence "Rizzo" qui a déclaré inconstitutionnelle la réforme du conseil de la magistrature appelée "démocratisation de la justice" par les autorités. La sentence a été ensuite confirmée par la Cour Suprême.

#### Enlèvement de bébés pendant le franquisme
En septembre 2013, Servini de Cubría a ouvert une cause pour rechercher le «vol de bébés» qui avait eu lieu, d'après les plaignants, pendant le franquisme en Espagne. Le 31 janvier 2014 ont été reçues les premières dénonciations d'espagnols résidents en Espagne après l'habilitation par le consulat d'Argentine à Madrid à cette fin.

#### Acceptation Présidentielle 2015
En décembre 2015, la juge Servini de Cubría, suite à une action initiée par la coalition électorale Cambiemos, a dicté une sentence établissant l'heure de finalisation du mandat de la présidente en exercice Cristina Fernández de Kirchner, et de début du mandat de président Mauricio Macri. En 2017 María Romilda Servini a abandonné le tribunal fédéral à compétence électorale dans la province de Buenos Aires. 

### Plainte argentine contre les crimes du franquisme
La Plainte argentine contre les crimes du franquisme est une dénonciation qui a été présentée par María Romilda Servini devant un tribunal pénal de l'Argentine pour les délits de génocide et crimes contre l'humanité commis en Espagne sous la dictature franquiste, dans la période comprise entre le 17 juillet 1936 et le 15 juin 1977. Depuis le 11 juin 2018, la plainte a reçu deux sentences de la Chambre Fédérale de Cassation Pénale de la Capitale Fédérale de Buenos Aires, qui lui attribuent jurisprudence et qui élargissent sa portée, tant territoriale — au-delà des limites de l'État espagnol — que temporelle, en l'étendant jusqu'à la période de la Transition espagnole.